# Dorfkirche Pölzig

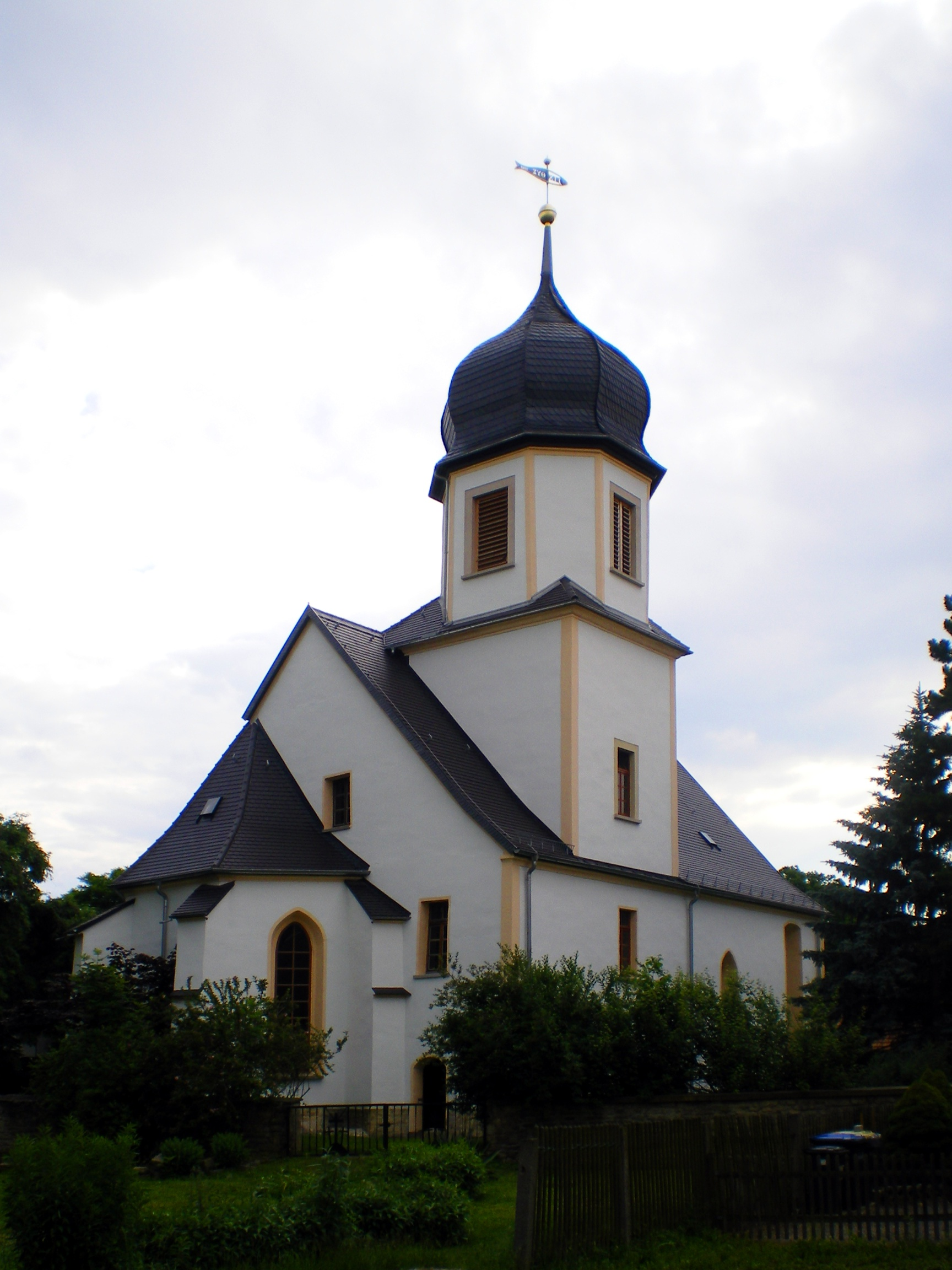
Die Kirche

Die evangelische Dorfkirche Pölzig steht in der Gemeinde Pölzig im Landkreis Greiz in Thüringen. Sie gehört zur Kirchengemeinde Pölzig, Dorna, Röpsen und Roschütz im Kirchenkreis Gera der Evangelischen Kirche in Mitteldeutschland.

## Geschichte
1320 wird ein Predigermönch im Ort erwähnt, so dass von der Existenz einer kleinen Kapelle ausgegangen werden kann. 1510 ist der Bau des Kirchturms mit Chor und vom Langschiff nachgewiesen. Auch der Triumphbogen und die spitzbogigen Fenster werden erwähnt.
Auf Befehl der Gräfin Barbara Helene Henckel von Donnersmarck wurden 1691 aus der Kirche die Heiligenbilder entfernt. 1692 wurden diese durch biblische Bilder ersetzt. Die Holzdecke wurde im Chor und Schiff eingebaut. Aus dieser Zeit stammt auch die Kanzel.
1744 wurde die Turmuhr angebracht. Die erste Orgel wurde 1810 eingebaut. Eine größere wurde 1835 dank Spenden der Einwohner ermöglicht.
Zwei der drei Bronzeglocken wurden im Ersten Weltkrieg eingeschmolzen. Nachfolgend wurde 1922 ein neues Geläut aus Eisenhartguss (einer Ersatzlegierung wegen Bronzemangels) von der Glockengießerei Schilling & Lattermann (Apolda und Morgenröthe-Rautenkranz) gegossen und im selben Jahr installiert. Die drei Glocken mit den Schlagtönen fis1–aïs1–cis2 (Fis-Dur-Dreiklang) läuteten bis 2012. Am 24. September 2012 erfolgte der Ausbau des Eisenhartguss-Geläutes wegen Materialermüdung von Glocken und Jochen. Mit der Sanierung der Glockenstube wurde ein neuer Holzglockenstuhl errichtet. Er trägt das fünfstimmige Bronze-Geläut des ehemaligen Evangelischen Gemeindezentrums Frankfurt-Zeilsheim mit den Schlagtönen h1–cis2–e2–fis2–a2, gegossen 1964 von Bachert. 
Mit der Neueindeckung des Kirchturms 1935 wurde eine Wetterfahne angebracht.
1978–1980 erfolgten umfangreiche Renovierungsmaßnahmen. 1980 wurde der Außenputz erneuert und weitere Verbesserungen durchgeführt.